# Ángel Rodríguez (boxeador)
Ángel Rodríguez, "Angelito", como se lo conoció, fue un boxeador uruguayo, nacido en Montevideo, en 1891.

## Biografía
Obtuvo el primer título sudamericano para el boxeo uruguayo en 1917 al vencer al campeón estadounidense, nacionalizado chileno, William Daly, en el Teatro Circo Independencia de Santiago de Chile. Se retiró en 1927, tras 48 combates de los cuales ganó 47 y perdió uno. Murió en 1974.
Una calle del barrio montevideano de la Aguada, su barrio natal, fue nombrada en su nombre.
Compitió dentro de la categoría medio pesado